# Mythicomyces
Mythicomyces är ett släkte av svampar. Enligt Catalogue of Life ingår Mythicomyces i familjen Psathyrellaceae, ordningen Agaricales, klassen Agaricomycetes, divisionen basidiesvampar och riket svampar, men enligt Dyntaxa är tillhörigheten istället familjen Crepidotaceae, ordningen Agaricales, klassen Agaricomycetes, divisionen basidiesvampar och riket svampar.
|              | Psathyrella                              |
|              |                                          |
|              | Drosophila                               |
|              |                                          |
|              | Coprinopsis                              |
|              |                                          |
|              | Coprinellus                              |
|              |                                          |
|              | Parasola                                 |
|              |                                          |
|              | Ozonium                                  |
|              |                                          |
|              | Lacrymaria                               |
|              |                                          |
|              | Hormographiella                          |
|              |                                          |
|              | Cystoagaricus                            |
|              |                                          |
|              | Macrometrula                             |
|              |                                          |
| Mythicomyces | \| \| Mythicomyces corneipes \| \| \| \| |
|              | \| \| Mythicomyces corneipes \| \| \| \| |
|              | Gasteroagaricoides                       |
|              |                                          |
|              | Mythicomyces corneipes                   |
|              |                                          |

|  | Mythicomyces corneipes |
|  |                        |

## Bildgalleri

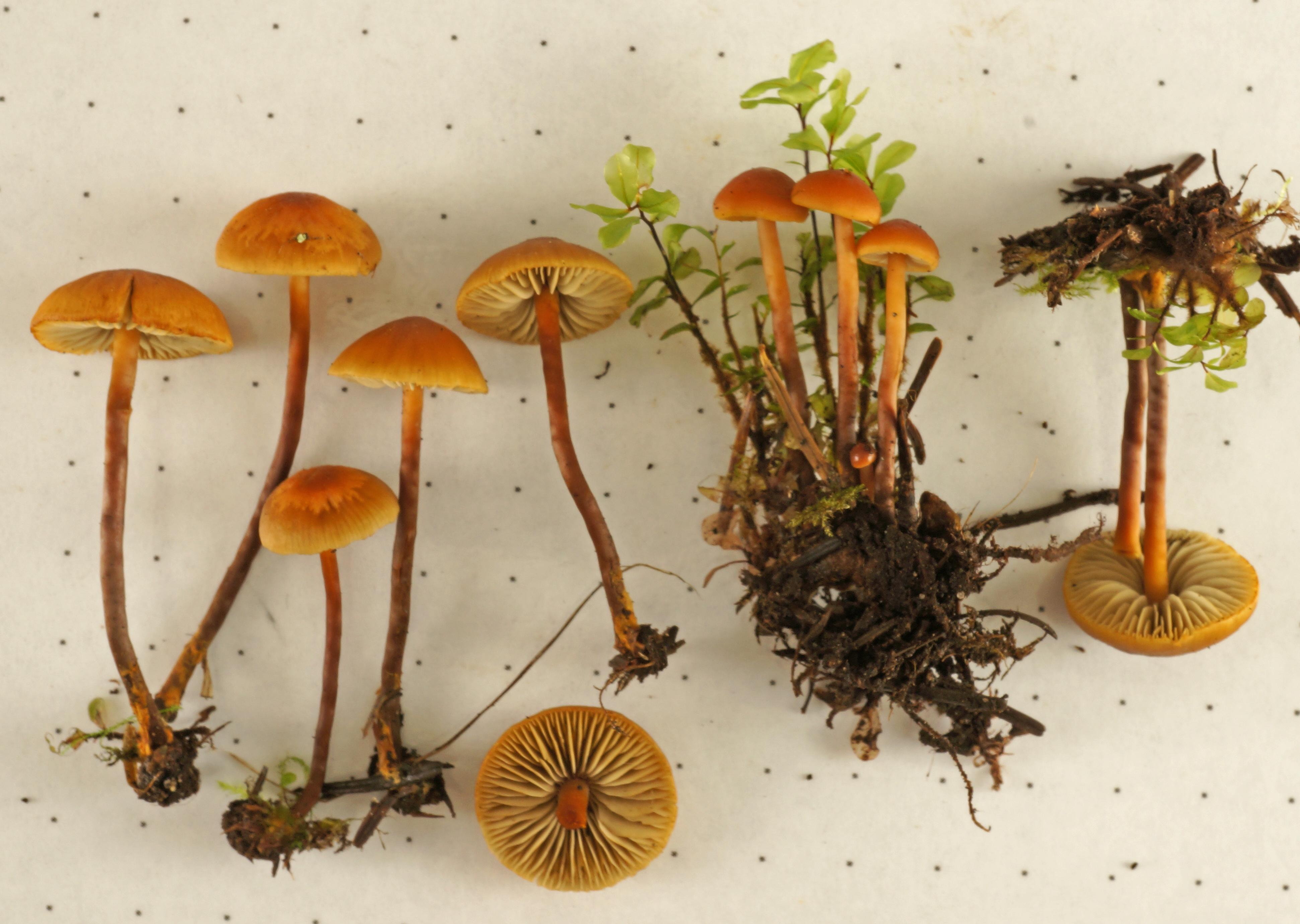
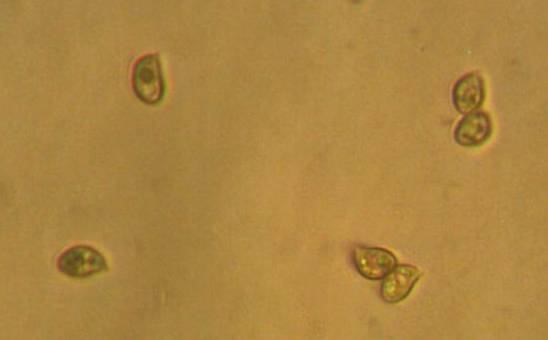
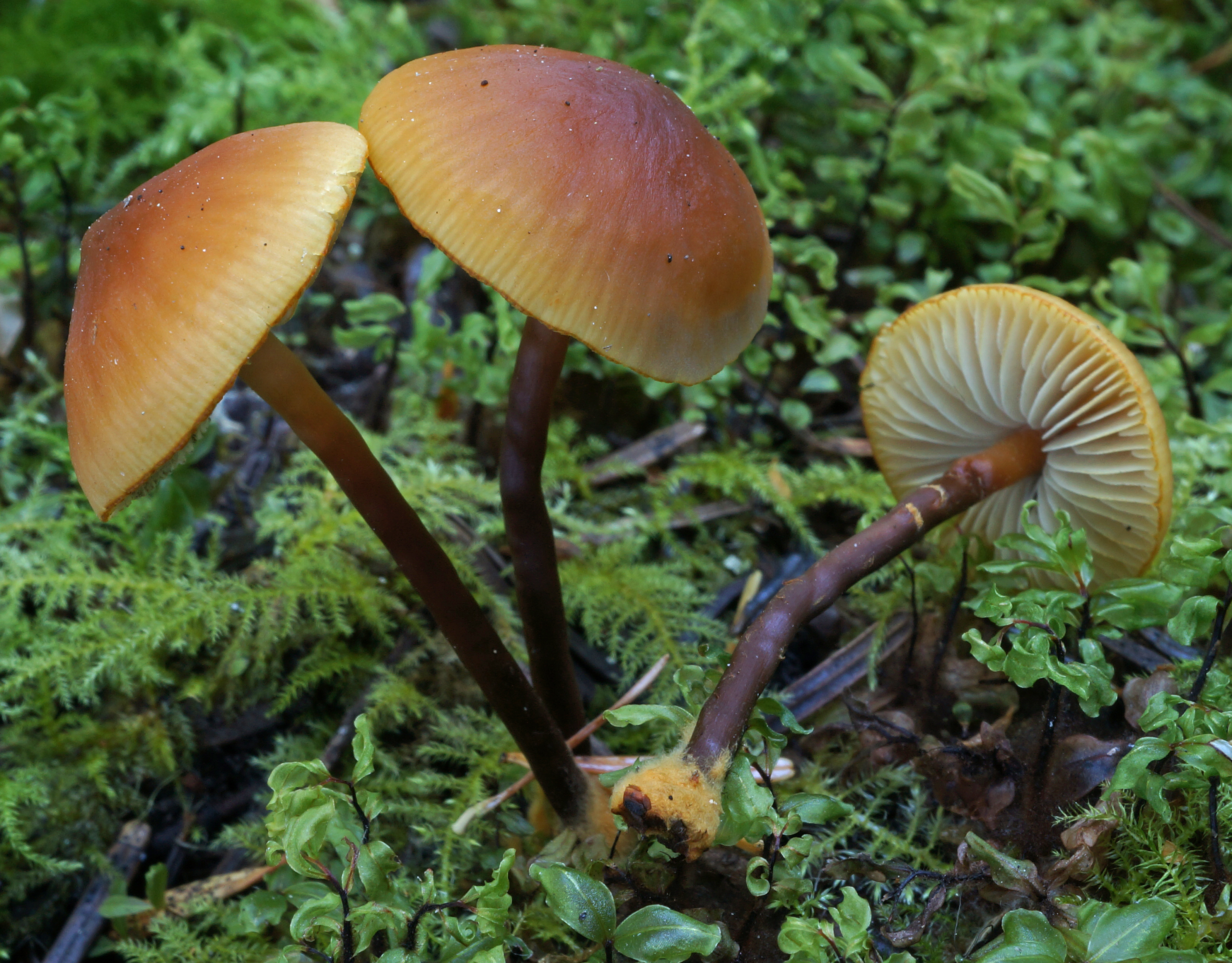